# Dendronephthya crassa
Dendronephthya crassa is een zachte koraalsoort uit de familie Nephtheidae. De koraalsoort komt uit het geslacht Dendronephthya. Dendronephthya crassa werd in 1960 voor het eerst wetenschappelijk beschreven door Tixier-Durivault & Prevor. 